# Mäschilis
Die Mäschilis oder Madschlis (kasachisch Мәжіліс Mäjılıs, russisch Мажилис) ist das Unterhaus im parlamentarischen Zweikammersystem von Kasachstan. Das Oberhaus bildet der Senat.
In das Unterhaus werden 98 Abgeordnete für jeweils fünf Jahre gewählt.

## Wahlmodus und Wahlen
Seit der Verfassungsänderung 2022, die durch ein Referendum am 5. Juni 2022 bestätigt wurde, setzt sich die Mäschilis aus 98 Abgeordneten zusammen. Zwei Drittel der Abgeordneten (69 Abgeordnete) werden in einer landesweiten Verhältniswahl gewählt, und ein Drittel der Abgeordneten (29 Abgeordnete) wird in Einzelwahlkreisen in relativer Mehrheitswahl gewählt. Für die Verhältniswahl gilt eine landesweite Fünf-Prozent-Sperrklausel.
Die Parlamentswahl 2023 fand am 19. März statt. Alleinige Regierungspartei ist die Partei Amanat. Danach war die Sitzverteilung die Folgende:
- Amanat: 62 Sitze
- Auyl: 8 Sitze
- Respublica: 6 Sitze
- Aq Jol: 6 Sitze
- QHP: 5 Sitze
- NSDP: 4 Sitze
- Ernannte Vertreter ethnischer Minderheiten: 7 Sitze

## Sitz
Der Parlamentskomplex für beide Kammern, Mäschilis und Senat, befindet sich in der Hauptstadt Astana. Er wurde 2004 gebaut.
Der Mäschilis-Turm ist 100 Meter hoch und gehört damit zu den höchsten Häusern in Kasachstan.
Der Parlamentskomplex liegt im neuen Regierungsviertel nahe beim Ak-Orda-Präsidentenpalast.

## Vorsitzende
| Nr. | Name                      | Lebensdaten | Amtszeit (Beginn) | Amtszeit (Ende)   |
| --- | ------------------------- | ----------- | ----------------- | ----------------- |
| 1   | Marat Ospanow             | 1949–2000   | 30. Januar 1996   | 1. Dezember 1999  |
| 2   | Scharmachan Tujaqbai      | * 1947      | 1. Dezember 1999  | 2. November 2004  |
| 3   | Oral Muchamedschanow      | 1948–2013   | 2. November 2004  | 2. September 2007 |
| 4   | Aslan Mussin              | * 1954      | 2. September 2007 | 13. Oktober 2008  |
| 5   | Oral Muchamedschanow      | 1948–2013   | 13. Oktober 2008  | 20. Januar 2012   |
| 6   | Nurlan Nyghmatulin        | * 1962      | 20. Januar 2012   | 3. April 2014     |
| 7   | Qabibolla Schaqypow       | * 1949      | 3. April 2014     | 25. März 2016     |
| 8   | Baqtyqoscha Ismuchambetow | * 1948      | 25. März 2016     | 22. Juni 2016     |
| 9   | Nurlan Nyghmatulin        | * 1962      | 22. Juni 2016     | 1. Februar 2022   |
| 10  | Jerlan Qoschanow          | * 1962      | 1. Februar 2022   |                   |